# Alcide Simard
Pour les articles homonymes, voir Simard.
Alcide Simard B.A. (né le 25 octobre 1907 et mort le 21 décembre 1984) est un agent d'assurance et homme politique fédéral du Québec.

## Biographie
Né à Saint-Léonard dans la région de Montréal, il devient député du Ralliement créditiste dans la circonscription fédérale de Lac-Saint-Jean en 1965 et est défait par l'ancien député créditiste Marcel Lessard et maintenant libéral en 1968.